# Karlheinz Seeger
Karlheinz Seeger (* 16. Mai 1927 in Bad Nauheim; † 7. April 2008) war ordentlicher Universitätsprofessor für Materialphysik an der Universität Wien und korrespondierendes Mitglied der mathematisch-naturwissenschaftlichen Klasse der Österreichischen Akademie der Wissenschaften. Er kam Mitte der 1960er Jahre von Heidelberg nach Wien, wo er Professor für Angewandte Physik am 2. Physikalischen Institut wurde. Von 1968 bis 1995 leitete er daneben das 1965 gegründete Ludwig-Boltzmann-Institut für Festkörperphysik. 1995 wurde er emeritiert.
Das von ihm verfasste Lehrbuch zur Halbleiterphysik ist in mehreren Auflagen und Sprachen erschienen.

## Auszeichnungen und Ehrungen
- 1976 erhielt Seeger das Österreichische Ehrenkreuz für Wissenschaft und Kunst I. Klasse.
- Er wurde 1992 für sein Lebenswerk mit dem Erwin Schrödinger-Preis der Österreichischen Akademie der Wissenschaften ausgezeichnet.
- Die Österreichische Physikalische Gesellschaft vergibt seit 1995 jährlich einen Förderungspreis für Dissertationen auf dem Gebiet der Festkörperphysik, der seit 1996 als „Karlheinz Seeger-Preis“ bezeichnet wird.[2]

## Schriften
- Semiconductor Physics- an introduction. 8. Auflage. Springer, 2002, ISBN 3-540-43813-0.